# 猬草属
猬草属（学名：Asperella）是禾本科下的一个属，为多年生、高大草本植物。该属共有约有8种，5种分布于东亚，其中1种延伸至喜马拉雅西部，1种产自新西兰，2种产自北美洲。